# كيري فينش
كيري فينش (بالإنجليزية: Kerry Finch)‏ هو سياسي أسترالي، ولد في 4 نوفمبر 1948 بهوبارت في أستراليا. حزبياً، نشط في مستقل. وقد انتخب عضو المجلس التشريعي التاسماني ‏ عن دائرة Electoral division of Rosevears ‏ (4 مايو 2002 – ).

## وصلات خارجية
- الموقع الرسمي